# Centropristis fuscula
Centropristis fuscula es una especie de pez del género Centropristis, familia Serranidae. Fue descrita científicamente por Poey en 1861.
Se distribuye por el Atlántico Occidental: Carolina del Sur, Estados Unidos hasta Cuba. La longitud total (TL) es de 15 centímetros. Habita en fondos rocosos.
Está clasificada como una especie marina inofensiva para el ser humano.